# Bang Pakong
Pour le district, voir Amphoe Bang Pakong.
La Bang Pakong (thaï แม่น้ำบางปะกง) est un petit fleuve de l'Est de la Thaïlande. Elle a son origine au confluent de la Nakhon Nayok et de la Prachin Buri, à Pak Nam Yotaka, dans la province de Prachinburi. Elle coule ensuite dans l'ouest de la province de Chachoengsao et se jette dans le golfe de Thaïlande dans le coin nord-est de la baie de Bangkok. Son bassin versant est d'environ 19 000 km2.

## Ecologie
L'estuaire du fleuve Bang Pakong abrite des dauphins de l'Irrawaddy. Mais, en seulement cinq ans, de 2019 à 2024, la population de ces dauphins dans l’estuaire a chuté de 300 à 178 individus.

## Affluents
- Nakhon Nayok (rivière)
- Prachin Buri